# Естонска апостолска православна црква
Естонска апостолска православна црква (ЕАПЦ; ест. Eesti Apostlik-Õigeusu Kirik, EAÕK) јесте аутономна црква под јурисдикцијом Цариградске патријаршије.
Постоји још и Естонска православна црква под јурисдикцијом Руске православне цркве.

## Споран статус
Естонска апостолска православна црква, са око 60 парохија, има приближно 25.000 вјерника (већина су их Естонци). Дана 21. октобра 2008, Свети синод Цариградске патријаршије је донио одлуку о рукополагању два нова епископа за Естонску апостолску православну цркву с циљем формирања њеног сопственог синода. Данас, постоје три епархије: Талинска, Пјарнуско-сааремска и Тартуска.
С друге стране, око 30 парохија које су под јурисдикцијом Руске православне цркве обухватају више од 170.000 вјерника. Московски патријархат не признаје црквене структуре Константинопољског патријархата у Естонији у канонском достојанству аутономне православне цркве.